# Ellen Ewing Sherman
Ellen Ewing Sherman (4 octobre 1824 – 28 novembre 1888) est une écrivaine américaine qui fut la femme de William Tecumseh Sherman, un général de l'Armée de l'Union durant la Guerre de Sécession.
Elle est née Eleanor Boyle Ewing à Lancaster, fille de Thomas Ewing, un membre éminent du parti Whig, et de Maria Boyle Ewing. Elle décéda à New York le 28 novembre 1888, et est enterrée à Saint-Louis.

## Œuvres
- In memory of Willy Sherman. [Pa.] : C.W. Alexander, 1865. (OCLC 37343629)
- Memorial of Thomas Ewing, of Ohio, New York, The Catholic publication society, 1873. (OCLC 22729402)
- Appeal of Mrs. W.T. Sherman to the Catholic ladies of the United States., St. Louis : Catholic Indian Missionary Association, 1875. (OCLC 70259505)